# 우쿠지마섬

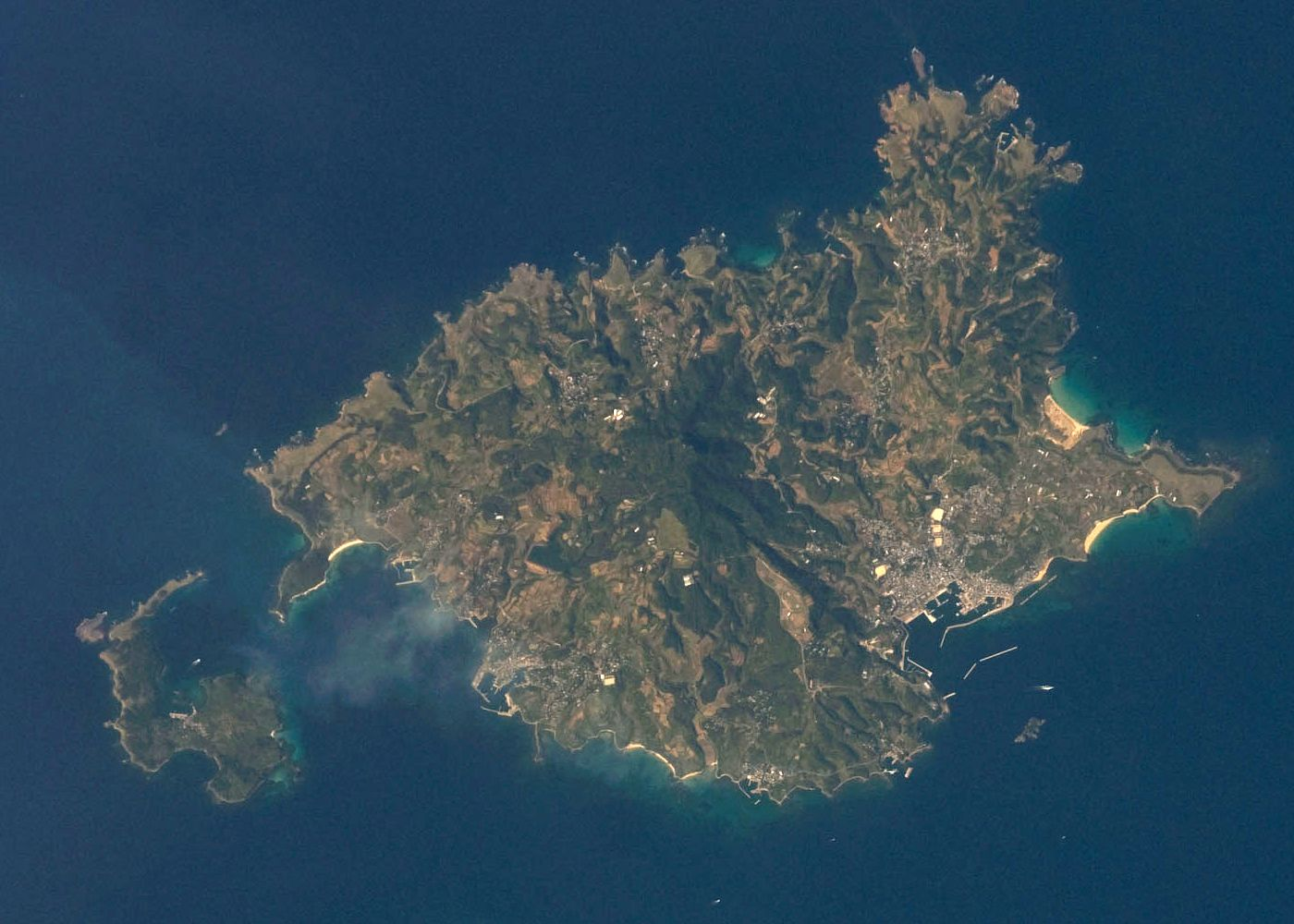

우쿠지마섬(宇久島)은 일본 규슈 나가사키현 고토 열도의 북부에 위치해 있는 섬이다. 이 섬 주변에는 오지카섬, 마다라섬, 노자키섬 등이 위치해 있다. 이 섬의 사람들은 모두 가톨릭 신자이다. 이 섬은 히라도섬의 서쪽에 위치해 있다. 이 섬은 온난한 온난 습윤 기후가 나타나 겨울에도 그다지 춥지 않다.